# Enrique Maffei
Enrique Carlos Maffei (nacido el 8 de noviembre de 1922 en Arroyo Seco - fallecido en 1998) fue un futbolista argentino. Se desempeñaba como marcador central y debutó profesionalmente en Rosario Central. Fue el hermano menor de Aníbal y Humberto, también futbolistas.

## Carrera
Su debut en Primera División se produjo en la décima fecha del Campeonato de 1944, cuando el 18 de julio Rosario Central venció como visitante a Independiente por 2-0 (goles de Rubén Bravo y Alfredo Fógel). 
Tras la venta de Rodolfo De Zorzi a Boca Juniors, fue uno de varios posibles remplazantes del mismo para acompañar a Roberto Yebra en la zaga central.  En 1946 Central se desprendió también de Yebra, pero Maffei se vio desplazado por Santiago Armandola y Lidoro Soria.
Continuó en el club jugando mayormente en reserva, hasta que en 1948, tras la huelga de futbolistas, aprovechó junto a otros jugadores para emigrar a Colombia, en la época conocida como El Dorado. Allí firmó para Rosario Wanders que luego se convertiría en Deportes Quindío, club en el que cobró relevancia por sus buenas actuaciones en 1951.

## Clubes
| Club             | País      | Año       |
| ---------------- | --------- | --------- |
| Rosario Central  | Argentina | 1944-1947 |
| Deportes Quindío | Colombia  | 1951-1952 |